# Imperio neoasirio
El Imperio neoasirio fue un imperio mesopotámico de la Edad del Hierro, el cual existió entre 911 y 612 a. C. Fue la cuarta y penúltima etapa de la historia de la antigua Asiria y la última y más grande fase de Asiria como estado independiente. Los asirios perfeccionaron técnicas de gobierno imperial, muchas de las cuales fueron empleadas por imperios posteriores. Las conquistas de Adad-nirari II a finales del siglo X a. C. hicieron de Asiria el estado más poderoso de la región, llegando a dominar, durante gran parte de los siglos VIII y VII a. C., el Antiguo Oriente Próximo, el Mediterráneo oriental, Anatolia, el Cáucaso y partes de la península arábiga y el norte de África, eclipsando y conquistando a rivales como Babilonia, Elam, Persia, Urartu, Lidia, los medos, los frigios, los cimerios, Israel, Judea, Fenicia, Caldea, Canaán, el Imperio Kushita, los árabes y Egipto, convirtiéndose en el mayor imperio de la historia hasta ese momento. Debido a su dominio geopolítico y a su ideología basada en la dominación mundial, muchos investigadores consideran que el Imperio neoasirio fue el primer imperio mundial de la historia.En su apogeo, el imperio fue la potencia militar más fuerte del mundo y gobernaba toda Mesopotamia, el Levante y Egipto, así como partes de Anatolia, Arabia y los actuales Irán y Armenia. 
El Imperio neoasirio sucedió al Antiguo Imperio Asirio (c. 2025-1378 a. C.) y al Imperio Asirio Medio (1365-1050 a. C.) de la Edad del Bronce Final. Los primeros reyes neoasirios se ocuparon principalmente de restaurar el control asirio sobre gran parte del norte de Mesopotamia y Siria, ya que partes importantes del Imperio Asirio Medio previo se habían perdido durante un largo periodo de decadencia. Con Asurnasirpal II (r. 883-859 a. C.), Asiria volvió a ser la potencia dominante de Oriente Próximo, gobernando el norte de forma indiscutible. Las campañas de Ashurnasirpal llegaron hasta el Mediterráneo y también supervisó el traslado de la capital imperial desde la tradicional ciudad de Aššur a la más céntrica Nimrud. El imperio creció aún más con el sucesor de Asurnasirpal II, Salmanasar III (r. 859-824 a. C.), si bien tras su muerte entró en un periodo de estancamiento, denominado «edad de los magnates». Durante esta época, los principales detentadores del poder político fueron generales y funcionarios prominentes, y el control central fue inusualmente débil. Esta época llegó a su fin con el reinado de Tiglatpileser III (r. 745-727 a. C.), que reafirmó de nuevo el poder real asirio y duplicó con creces el tamaño del imperio a través de amplias conquistas. Sus conquistas más notables fueron Babilonia, en el sur, y amplias zonas del Levante. Bajo la dinastía sargónida, que gobernó desde el 722 a. C. hasta la caída del imperio, Asiria alcanzó su cúspide. Con el rey sargón Senaquerib (r. 705-681 a. C.), la capital se trasladó a Nínive y con Asarhaddón (r. 681-669 a. C.) el imperio alcanzó su mayor extensión con la conquista de Egipto. A pesar de estar en la cima de su poder, el Imperio neoasirio experimentó una rápida y violenta caída a finales del siglo VII a. C., destruido por una sublevación babilónica y una invasión a manos de los medos. El imperio comenzó a desintegrarse tras la muerte de Asurbanipal en 627 a. C. debido a una serie incesante de brutales guerras civiles en el núcleo del Estado. El rey de los medos y persas, Ciáxares, se coligó en 616 a. C. con Nabopolassar, señor de los babilonios y caldeos, y también con los escitas y los cimerios, en contra de Asiria. Los babilonios y medos derrotaron a los enemigos asirio-egipcios en Harrán (609 a. C.); la batalla puso fin a la independencia asiria, aunque los restos del ejército asirio y de la administración dominando la comarca de Karkemish hasta el 605 a. C., y la de Dur-Katlimmu quizá hasta 599 a. C. Las causas por las que Asiria pudo ser destruida tan rápidamente siguen siendo objeto de debate entre las y los académicos.
El éxito sin precedentes del Imperio neoasirio se debió no solo a la capacidad de expansión de Asiria, sino también, y de manera quizás más importante, a su capacidad para incorporar eficazmente las tierras conquistadas a su sistema administrativo. Como primer imperio de su escala, el Imperio neoasirio conoció varias innovaciones militares, cívicas y administrativas. En el ámbito militar, las innovaciones más importantes fueron el uso a gran escala de la caballería y las nuevas técnicas de guerra de asedio. El Imperio neoasirio fue el primero en usar caballería, sobre todo arqueros montados (los caballos suficientemente grandes para ser montados los conseguían en los valles de los lagos de Urartu (el Urmia y el Van o Gölü)). Las técnicas adoptadas por primera vez por el ejército neoasirio se utilizarían en las guerras posteriores durante milenios. Para resolver el problema de la comunicación a grandes distancias, el Imperio neoasirio desarrolló un sofisticado sistema de comunicación estatal que utilizaba estaciones de retransmisión (relevos) y carreteras bien mantenidas. La velocidad de comunicación de los mensajes oficiales del Imperio neoasirio no fue superada en Oriente Medio sino hasta el siglo XIX d. C. El Imperio neoasirio también utilizó una política de reasentamiento, en la que parte de la población de las tierras conquistadas era reasentada en el corazón asirio y en provincias subdesarrolladas. Esta política sirvió tanto para desintegrar las identidades locales (haciendo que las regiones locales fueran menos propensas a la revuelta) como para introducir técnicas agrícolas desarrolladas por los asirios en todas las partes del imperio. Una de las consecuencias fue la dilución de la diversidad cultural del Cercano Oriente, cambiando para siempre la composición etnolingüística de la región y facilitando el ascenso del arameo como lengua franca regional, posición que la lengua conservó hasta el siglo XIV d. C. Durante este período, el arameo también se convirtió en un idioma oficial del imperio, junto con el idioma acadio.
El imperio neoasirio dejó un legado de gran importancia cultural. Las estructuras políticas establecidas por el Imperio neoasirio se convirtieron en el modelo para los imperios posteriores que le sucedieron y la ideología de gobierno universal promulgada por los reyes neoasirios inspiró, a través del concepto de translatio imperii, ideas similares de derechos a la dominación mundial en imperios posteriores hasta principios de la era moderna. El imperio neoasirio se convirtió en una parte importante del folclore y las tradiciones literarias posteriores en el norte de Mesopotamia a lo largo del período postimperial posterior y más allá. El judaísmo, y por tanto también el cristianismo y el islam, se vieron profundamente afectados por el periodo de dominio neoasirio; numerosos relatos bíblicos parecen inspirarse en la mitología y la historia asiria anterior y el impacto asirio en la teología judía temprana fue inmenso.Aunque el imperio neoasirio es recordado hoy en día por la supuesta excesiva brutalidad del ejército neoasirio, los asirios no fueron excesivamente brutales en comparación con otras civilizaciones de su tiempo, ni en comparación con otras civilizaciones a lo largo de la historia de la humanidad.

## Situación
Asiria fue originalmente un reino acadio que evolucionó en los siglos XXV a XXIV a. C. Los primeros reyes asirios como Tudia eran gobernantes relativamente menores, y después de la fundación del imperio acadio, que duró desde 2334 a. C. hasta 2154 a. C., quedaron sometidos a Sargón I de Acad, que reunió bajo su autoridad a todos los pueblos acadios y sumerios de Mesopotamia (incluidos los asirios).
La nación de Asiria, urbana y de lengua acadia, surgió a mediados del siglo XXI a. C., independizándose del Imperio acadio que se disgregaba. En el antiguo período asirio de la primera Edad del Bronce, Asiria había sido un reino de la Mesopotamia septentrional (el norte del actual Irak), que compitió por el dominio de la región inicialmente con los hatianos y hurritas de Asia Menor, y con los antiguos estados sumerio-acadios como Isin, Ur y Larsa, y luego con Babilonia, que fue fundada por los amorreos en 1894 a. C. y estuvo frecuentemente dominada por los casitas. Estableció colonias en Asia Menor durante el siglo XX a. C., siglo en el que, reinando Ilushuma, Asiria realizó numerosas incursiones victoriosas contra los estados del sur.
Asiria cayó bajo el control del caudillo amorreo Shamshiadad I (alrededor de 1809 a 1776 a. C.), que fundó una dinastía; soberano activo y político astuto, colocó a sus hijos como señores títeres de Mari y Ekallatm. Después de esto, Asiria pasó períodos cortos de sometida a Babilonia y a Mitanni en los siglos XVII y XV a. C.; hubo luego otra etapa en la volvió a ser un potencia regional entre 1365 a. C. y 1074 a. C., en los reinados de reyes como Ashur-uballit I, Tukultininurta I (r 1244-1208 a. C.) y Tiglatpileser I.

### Imperio Asirio Medio
Ashur-uballit se apoderó de las ricas tierras agrícolas de Nínive y Arbela, al norte de Mesopotamia. Tiglath-Pileser controló las lucrativas rutas de caravanas que cruzaban la fértil media luna desde el Mediterráneo hasta el golfo pérsico. Muchas campañas de Tiglath-Pileser y de los reyes posteriores tuvieron por objetivo los grupos de pastores arameos del Levante, algunos de los cuales hostigaban las ciudades asirias. La expansión aramea hizo que hacia el final del segundo milenio a. C Asiria hubiese perdido mucho territorio en la Mesopotamia superior.
La muerte de Tiglatpileser I en 1076 a. C. marcó el comienzo de otra etapa de relativa decadencia asiria que duró siglo y medio. El período comprendido entre 1200 a. C. y 900 a. C. fue una edad oscura para todo el Oriente Próximo, África del Norte, el Cáucaso, el Mediterráneo y las regiones de los Balcanes, de grandes conmociones y migraciones. Asiria resistió mejor estos cambios que rivales potenciales como Egipto, Babilonia, Elam, Frigia, Urartu, Persia y Media.

## Historia

### Adad-nirari II y Asurnasirpal II (911-859 a.C.)
Las campañas de Adad-nirari II marcaron el comienzo de otra época de poderío asirio; el reino venció a la Dinastía XXV de Egipto y conquistó Elam, Urartu, Media, Persia, Mannea, Gutium, Fenicia/Canaán, Arabia, Israel, Judá y Filistea, Edom, Moab, Samarra, Cilicia, Chipre, Caldea, Nabatea, Commagene, Dilmun, Shutu y los reinos neohititas; expulsó a los kushitas de Egipto; derrotó a los cimerios y escitas; y recibió el homenaje de Frigia, entre otros territorios. Adad-nirari II y sus sucesores emprendían campañas anuales con un ejército excepcionalmente bien organizado. Adad-nirari subyugó las regiones que hasta entonces solo habían estado bajos vasallaje nominal y conquistó y deportó poblaciones arameas y hurritas del norte a lugares remotos. Atacó dos veces y derrotó a Shamash-mudammiq de Babilonia, anexando un gran territorio al norte del río Diyala y las ciudades de Hit y Zanqu, en la Mesopotamia central. Posteriormente, arrebató más tierras a la Babilonia de Nabu-shuma-ukin I. Le sucedió Tukulti-Ninurta II en 891 a. C., quien reforzó la posición de Asiria y se expandió hacia el norte en Asia Menor y los Montes Zagros durante su breve reinado.
El siguiente rey, Asurnasirpal II (883-859 a. C.), se embarcó en un vasto programa de expansión. Asiria recuperó gran parte del territorio que había perdido alrededor del 1100 a. C., al final del período medio asirio. Asurnasirpal II también hizo campaña en los Montes Zagros, en el Irán moderno, sofocando una revuelta de los lullubi y gutis. Los asirios comenzaron a jactarse de su crueldad en esta época. Asurnasirpal II también trasladó la capital a la ciudad de Kalhu (Calah/Nimrud). Los palacios, templos y otros edificios levantados por él dan testimonio de la riqueza del reino y del desarrollo artístico asirio. Asurnasirpal II implantó una política de deportación masiva de pueblos conquistados, que continuó en una escala mucho mayor su hijo, Salmanasar III.

### Salmanasar III a Adad-nirari III (859-783 a.C.)

Asiria en torno al año 800 a. C.

El hijo de Asurnasirpal , Salmanasar III (859-824 a. C.), tuvo un largo reinado de treinta y cinco años, en el cual la capital se convirtió en un campamento armado. Cada año, los ejércitos asirios marchaban a hacer campaña. Babilonia estaba ocupada y sometida a vasallaje. Salmanasar luchó contra Urartu y condujo un ejército contra una alianza de estados arameos encabezada por Hadadezer de Damasco y en la que participó Acab, rey de Israel; los dos bandos disputaron la batalla de Qarqar en el año 853 a. C. Salmanasar afirma haber vencido, pero parece que el choque concluyó sin vencedor claro y los asirios se retiraron de la zona poco después.
Salmanasar tomó el estado neohitita de Carquemís en 849 a. C., y en 842 a. C. condujo al ejército contra Hazael de Damasco, sitiando la ciudad y obligándola a pagarle tributo, aunque no fue capaz de conquistarla. También sometió a tributo a Jehú de Israel y los estados fenicios de Tiro y Sidón en 841 a. C. Su obelisco negro, descubierto en Kalhu, registra muchas de las hazañas militares de su reinado.
Los últimos cuatro años de la vida de Salmanasar fueron perturbados por la rebelión de su hijo mayor, Ashur-nadin-aplu, que casi resultó fatal para Asiria. Veintisiete ciudades, incluyendo Assur, Arbela, Arrapkha y otros lugares se unieron al pretendiente. La rebelión no iba dirigida principalmente contra el rey, sino contra los gobernadores provisionales como Dayan-Ashur, quienes habían asumido un poder desproporcionado. La revuelta fue sofocada con dificultad por Shamshi-Adad V, el segundo hijo de Salmanasar, que lo sucedió a su muerte en 824 a. C.
La larga y cruel guerra civil había permitido a los babilonios al sur, a los medos, a los manenos, a los persas al norte y al este, a los arameos y a los neohititas en el oeste librarse en gran medida del dominio asirio y Shamshi Adad V pasó el resto de su reinado volvieron a someter a esos pueblos. Durante este período, Urartu aprovechó la oportunidad para recobrar influencia en la región. Estos sucesos impidieron que continuase la expansión asiria durante el reinado de Shamshi-Adad V. Adad-nirari III era un niño cuando sucedió a su padre en 811 a. C., y durante cinco años, hasta 806 a. C., su madre, la reina Sammuramat (también llamada Semíramis) gobernó como regente. A pesar de las numerosas leyendas sobre esta reina, se menciona poco en los documentos asirios de la época.
Adad-nirari III tomó las riendas del poder en 806 a. C. Invadió el Levante y subyugó a los arameos, los fenicios, los filisteos, los israelitas, los nefitas y los edomitas. Entró en Damasco y sometió a tributo a su rey Ben-Hadad III. Luego se volvió hacia Irán, y subyugó a los persas, medos y maníenses, penetrando hasta el mar Caspio. Sus siguientes objetivos fueron las tribus caldeas y sutu del sudeste de Mesopotamia, a quienes conquistó y redujo a vasallaje.

### Período de estancamiento, 783-745 a.C.
Adad-nirari III murió prematuramente en 783 a. C., y esto condujo a un período de verdadero estancamiento. Salmanasar IV (783-73 a. C.) parece haber ejercido poca autoridad, y el crédito de una victoria sobre Argishti I, rey de Urartu en Til Barsip, se concedió a un general (turtanu) llamado Shamshi-ilu que ni siquiera se molesta en mencionar a su rey. Shamshi-ilu también obtuvo victorias sobre los arameos y neohititas, y nuevamente, se las atribuye a sí mismo, a expensas del rey.
Ashur-dan III ascendió al trono en 772 a. C. Demostró ser un gobernante fundamentalmente ineficaz, acuciado por rebeliones internas en las ciudades de Ashur, Arrapha y Guzana. No pudo conquistar nada en Babilonia y Aram (Siria). Su reinado también fue empañado por la peste y un ominoso eclipse solar. Ashur-nirari V fue entronizado en 754 a. C., pero su reinado parece haber sido de revolución permanente, y se cree que apenas abandonó el palacio de Nínive antes de ser destituido por Tiglatpileser III en 745 a. C., con el que comenzó el resurgimiento a Asiria.

## Tiglath-Pileser III, 744-727 a.C.

Deportación de israelitas por el imperio asirio

Cuando Tiglatpileser III ascendió al trono, Asiria estaba en medio de una revolución. La guerra civil y la peste devastaban el país, y muchas de las colonias más septentrionales de Asiria en Asia Menor habían sido arrebatadas por Urartu. La ciudad de Kalhu se unió a los rebeldes en 746 a. C., pero el 13 de iyyar del año siguiente, un general asirio (turtanu) llamado Pulu se apoderó de la corona, asumió el nombre de Tiglat-pileser III e hizo cambios radicales en  la administración, mejorando considerablemente su eficiencia y la seguridad del país.
Las provincias conquistadas se organizaron mediante una compleja administración que encabezaba el rey; cada distrito pagaba un tributo fijo y proporcioba un contingente militar. Las fuerzas asirias se transformaron en un ejército permanente profesional y la política asiria se orientó desde entonces al sometimiento de toda la región. Estos cambios a menudo se identifican con el comienzo del que se denomina «segundo Imperio Asirio».
TiglatPileser III invadió Babilonia, derrotó a su rey Nabonasar y se llevó las figuras de los dioses de Šapazza tras su entronización; estos acontecimientos están registrados en las crónicas mesopotámicas.
Después de someter a Babilonia a tributo, derrotar a Urartu y vencer a los medos, persas y neohititas, Tiglat-Pileser III dirigió sus ejércitos hacia Aramea, gran parte de la cual había recuperado la independencia, y hacia los puertos marítimos de Fenicia, de gran importancia comercial. Tomó Arpad, cerca de Alepo, en el año 740 a. C. después de un asedio de tres años, y arrasó Hamat. Azarías, rey de Judá, había sido aliado del rey de Hamat, y por eso Tiglat-pileser lo obligó a rendirle homenaje y pagarle un tributo anual.

### Invasión de Israel (738 a.C.)
En 738 a. C., durante el reinado del rey Menajem de Israel, Tiglat-pileser III ocupó Filistea (el suroeste del moderno Israel y la Franja de Gaza) e invadió Israel, imponiéndole un cuantioso tributo. Acaz, rey de Judá, enfrascado en una guerra contra Israel y Aramea, solicitó ayuda al rey asirio por medio de regalos de oro y plata; Tiglat-Pileser III en consecuencia marchó contra Damasco, derrotó y dio muerte al rey Rezín, y sitió a la ciudad misma. Dejando parte de su ejército para continuar el asedio, avanzó, arrasando a sangre y fuego las provincias al este del Jordán (Nabatea, Moab y Edom), Filistea y Samaria; y en el año 732 a. C. tomó al principal estado arameo, Damasco, deportando a muchos de sus habitantes y a los habitantes israelitas de Samaria a Asiria. También impuso un tributo a los árabes de los desiertos en la península arábiga.
En 729 a. C., Tiglat-Pileser III fue a Babilonia y capturó a Nabu-mukin-zeri, el rey de Babilonia. Se hizo coronar rey con el nombre de Pulu. Murió en 727 a. C., y le sucedió Salmanasar V. Sin embargo, el rey Oseas de Israel suspendió el pago de tributos y se alió con Egipto contra Asiria en 725 a. C. Esto llevó a Salmanasar a invadir el Levante y asediar Samaria (capital de Israel) durante tres años.

## Dinastía sargónida

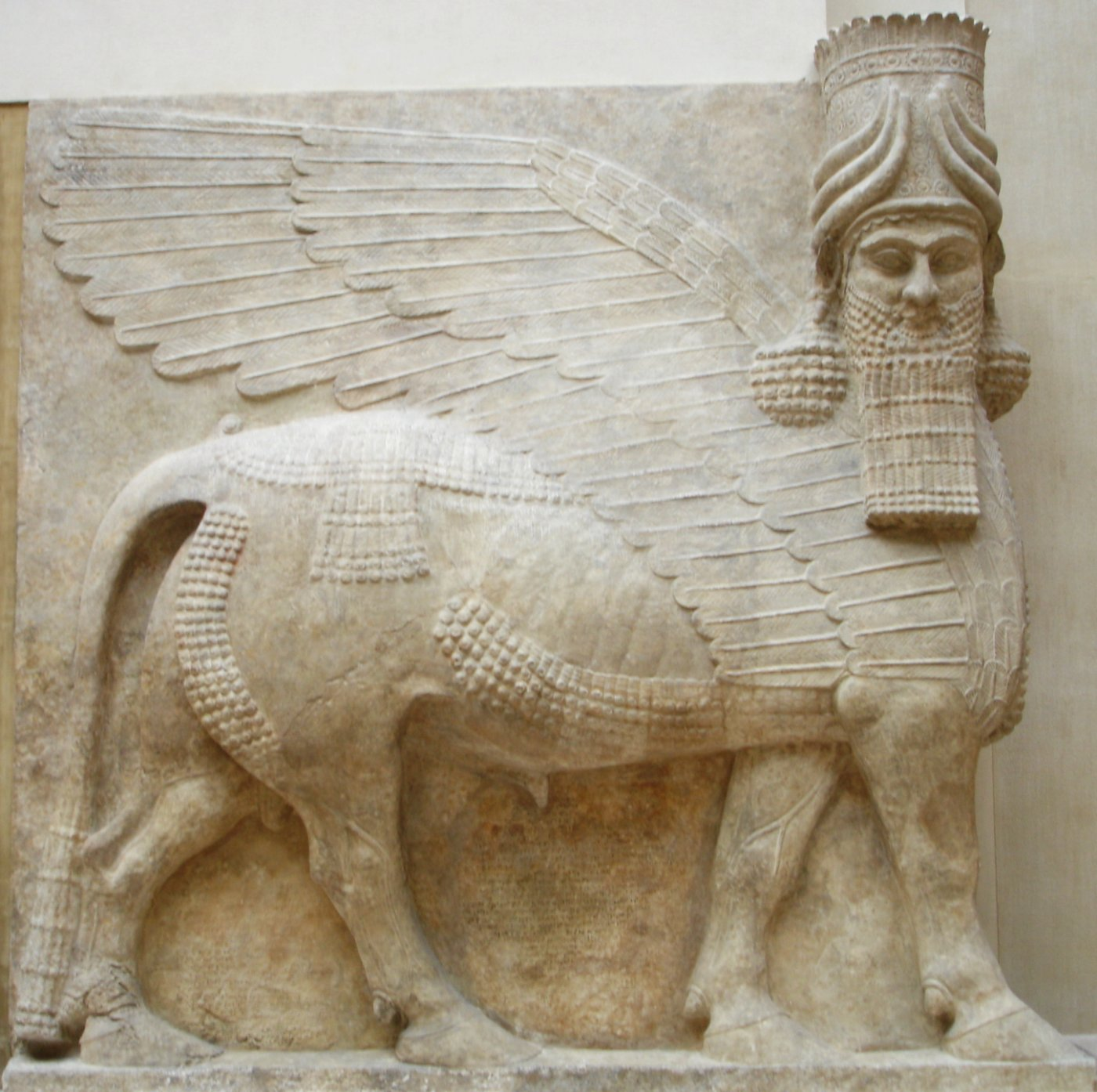
Un lamassu asirio, del palacio de Sargón en Dur-Sharrukin.

### Sargón II, 721-705 a.C.
Salmanasar V murió repentinamente en 722 a. C., mientras sitiaba a Samaria, y se apoderó del trono Sargón II, el turtanu (general en jefe del ejército, que las fuentes judías aparece como «tartan»), que luego tomó Samaria rápidamente, destruyendo así el Reino de Israel y del que se llevó al cautiverio a veintisiete mil personas, la diáspora israelita.
Sargón II libró una guerra en su segundo año (721 a. C.) contra el rey de Elam, Humban-Nikash I, y su aliado Marduk-apal-iddina II (el bíblico Merodach-Baladán), el gobernador caldeo de Babilonia, que se había independizado de Asiria, pero Sargón no pudo expulsarlo en esta ocasión. Sargón pudo contener la revuelta, pero no retomar Babilonia. Seguidamente se concentró en Urartu y Aramea; tomó Carquemís en 717 y reconquistó los territorios medos, persas y manneanos, penetrando en la meseta iraní hasta el Monte Bikni y construyendo varias fortalezas. Urartu sufrió una aplastante derrota: su capital fue saqueada y su rey Rusa se suicidó, avergonzado. También los estados neohititas del norte de Siria fueron conquistados, así como Cilicia y Comagene.
Asiria fue hostil hacia Babilonia durante diez años, mientras reinó en ella Marduk-apla-iddina. En 710 a. C., Sargón atacó a Babilonia y derrotó a Marduk-apal-iddina, que huyó a refugiarse con sus protectores de Elam. Como resultado de esta victoria, los señores griegos de Chipre juraron lealtad a Asiria y el rey Midas de Frigia, temeroso del poder asirio, le ofreció amistad. Sargón también construyó una nueva capital en Dur Sharrukin (la «Ciudad de Sargón») cerca de Nínive, con todo el tributo que Asiria había recaudado de varias naciones.

### Senaquerib, 705-681 a.C.
En 705 a. C., Sargón murió en batalla mientras expulsaba a los cimerios, que habían venido de sus tierras en las costas del mar Negro y atacado las colonias y pueblos gobernados por los asirios en Irán, obligando a los súbditos persas a abandonar sus tierras ancestrales de Urmia. Le sucedió su hijo Senaquerib, quien trasladó la capital a Nínive e hizo que los pueblos deportados trabajaran para mejorar el sistema de canales de irrigación la capital. Su primera tarea fue afianzar su control sobre Cilicia, que intentaba rebelarse con ayuda griega. Senaquerib marchó hacia la región y venció a los rebeldes y sus aliados griegos. También confirmó la autoridad asiria en Corduene, en Asia Menor.
Los egipcios habían comenzado a agitar a los pueblos del imperio para tratar de granjearse aliados en la región. Estas maniobras dieron como resultado la formación en 701 a. C. de una alianza que unió a Ezequías de Judá, Luli, rey de Sidón, Sidca, rey de Ascalón y de Ecrón y a Egipto contra Asiria. Senaquerib atacó a los rebeldes, conquistó Ascalon, Sidón y Ecrón, derrotó a los egipcios y los expulsó de la región. Marchó luego hacia Jerusalén, destruyendo cuarenta y seis pueblos y aldeas (incluida la ciudad de Laquis, fuertemente defendida) de camino. Esto se describe gráficamente en Isaías 10; exactamente lo que sucedió después no está claro (la Biblia dice que un ángel del Señor mató a 185 000 soldados asirios en Jerusalén después de que Ezequías orase en el templo). El relato de Senaquerib afirma que Judá le pagó tributo y se fue.
La Biblia dice que Ezequías sí pagó tributo una vez, y los asirios se fueron, pero regresaron una segunda vez cuando los soldados fueron asesinados; sin embargo, lo cierto es que Senaquerib no logró tomar Jerusalén. Marduk-apal-iddina había regresado a Babilonia durante el reinado de Senaquerib. El rey asirio lo atacó en 703 a. C. cerca de Kish y lo derrotó. Senaquerib saqueó Babilonia y persiguió a Marduk-apal-iddina por la región. A su regreso a Asiria, dejó un títere, Bel-ibni, como rey de Babilonia. Este, sin embargo, emprendió hostilidades, por lo que Senaquerib regresó a Babilonia en 700 a. C. y lo capturó a él y a sus oficiales. A continuación, entregó el trono babilonio a su propio hijo Ashur-nadin-shumi.

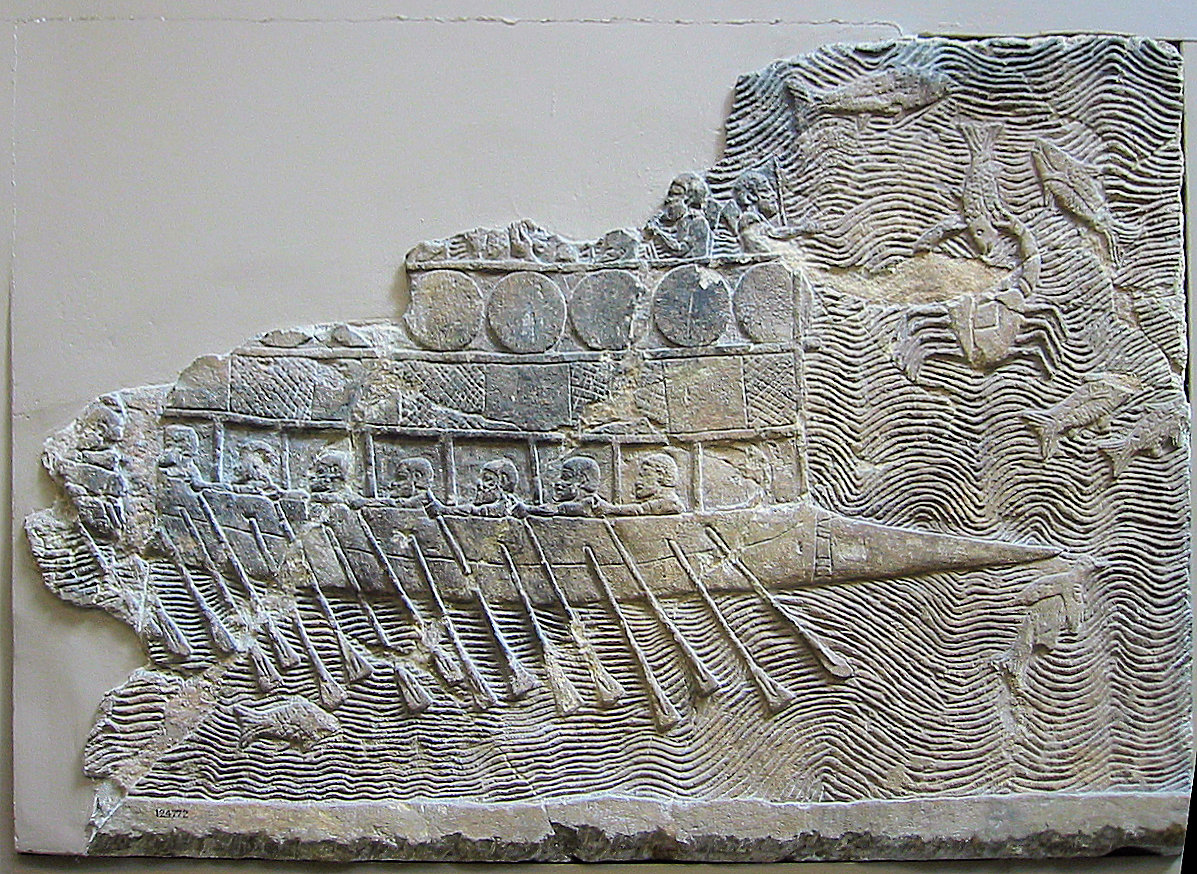
Buque de guerra asirio, un birreme con proa aguzada, 700 a. C.

Senaquerib lanzó una campaña contra Elam en 694 a. C. y devastó la tierra. En represalia, el rey de Elam atacó a Babilonia. Ashur-nadin-shumi fue capturado y llevado de regreso a Elam y un nuevo rey llamado Nergal-ushezib fue instalado como gobernante de Babilonia. Los asirios regresaron al año siguiente a Babilonia y saquearon los dioses de Uruk. Nergal-ušezib y sus aliados elamitas fueron derrotados por Asiria, y fue tomado prisionero y transportado a Asiria. Otro gobernante nativo, llamado Mushezib-Marduk, pronto se apoderó del trono de Babilonia. Lo mantuvo con la ayuda de sus aliados elamitas durante cuatro años hasta el 689 a. C., cuando los asirios volvieron a tomar la ciudad. Senaquerib respondió rápidamente al abrir los canales alrededor de Babilonia e inundar el exterior de la ciudad hasta que se convirtió en un pantano, lo que resultó en su destrucción, y sus habitantes se dispersaron.
En 681 a. C., Senaquerib fue asesinado mientras rezaba al dios Nisroch por uno o más de sus propios hijos (supuestamente llamados Adremelech y Sharezer), quizás como retribución por su destrucción de Babilonia.

### Asarhaddón, 681-669 a.C.
Senaquerib fue sucedido por su hijo Asarhaddón (Ashur-aha-iddina), que había sido gobernador de Babilonia; en el momento del asesinato de su padre estaba haciendo campaña en las montañas del Cáucaso contra Urartu, donde ganó una victoria en Malatya (Milid). Durante el primer año del gobierno de Asarhaddon, estalló una rebelión en el sur de Babilonia. Nabu-zer-kitti-lišir, un gobernador elamita étnico de la estera Tamti, con la ayuda de los caldeos, sitió a Ur. Los elamitas y sus aliados caldeos fueron derrotados y huyó a sus parientes en Elam (Hal-Tamti); sin embargo, "el rey de Elam lo tomó prisionero y lo puso a cuchillo" (ABC 1 Col.3: 39-42); también en (ABC 14: 1-4).
En 679 a. C., los cimmerios y escitas (una horda a caballo de lo que ahora es el sur de Rusia) cruzaron las montañas Tauro y acosaron a las colonias asirias en Cilicia. Asarhaddon rápidamente atacó y expulsó a estos merodeadores.
Como rey de Asiria, Asarhaddón inmediatamente reconstruyó Babilonia y la convirtió en una de sus capitales. Derrotando a los escitas, cimmerios y medos (otra vez penetrando en el Monte Bikni), luego dirigió su atención hacia el oeste, hacia Fenicia -ahora aliándose con los gobernantes nubios/kushitas de Egipto en su contra- y saqueó Sidón en 677 a. C. También capturó al rey Manasés de Judá y lo mantuvo prisionero por algún tiempo en Babilonia (2 Crónicas 33:11). Habiendo tenido suficiente de la intromisión egipcia, Esar-hadón allanó Egipto en 673 a. C. Dos años más tarde lanzó una invasión completa y conquistó Egipto, persiguiendo al faraón Taharqo de vuelta a Nubia, poniendo así fin al dominio nubio-kushita en Egipto y destruyendo el imperio kushita que había comenzado en 760 a. C.
Las Crónicas de Babilonia vuelven a narrar cómo Egipto fue "saqueado y sus dioses fueron secuestrados". El faraón Tirhakah huyó de Egipto, y una estela que conmemora la victoria, se estableció en Sinjerli en Asia Menor, al norte del Golfo de Antioquía; ahora está en el Museo de Pérgamo, Berlín. La Biblia relata gráficamente la desaparición de Egipto en Isaías 20: 4 "Y el rey de Asiria llevará cautivos a los egipcios, ya los etíopes cautivos, jóvenes y ancianos, desnudos y descalzos, incluso con sus nalgas descubiertas, para vergüenza de Egipto. Y tendrán miedo y vergüenza de Etiopía su expectativa, y de Egipto su gloria ".
Asiria derrotó a Urartu, anexó gran parte de su territorio y lo redujo a vasallaje, y se expandió hacia el sur hasta Dilmun (Baréin) y hacia Arabia en este momento. Esta fue quizás la mayor extensión territorial de Asiria. Sin embargo, los gobernadores asirios y los gobernantes títeres locales que Asarhaddón había designado sobre Egipto se vieron obligados a huir de la población nativa inquieta que anhelaba la independencia ahora que los kushitas y los nubios habían sido expulsados.
Una nueva campaña fue lanzada por Asarhaddón en 669 a. C. Sin embargo, se enfermó en el camino y murió. Su hijo mayor Shamash-shum-ukin se convirtió en rey de Babilonia y otro hijo suyo, Asurbanipal, se convirtió en rey de Asiria, con Asurbanipal ocupando el puesto superior y Babilonia sujeta a Nínive. Bel y los dioses de Babilonia regresaron de su exilio en Assur a Babilonia en el primer año del reinado de Shamash-shum-ukin, y el festival de akitu se podía celebrar por primera vez en veinte años.

### Asurbanipal, 668-627 a.C.

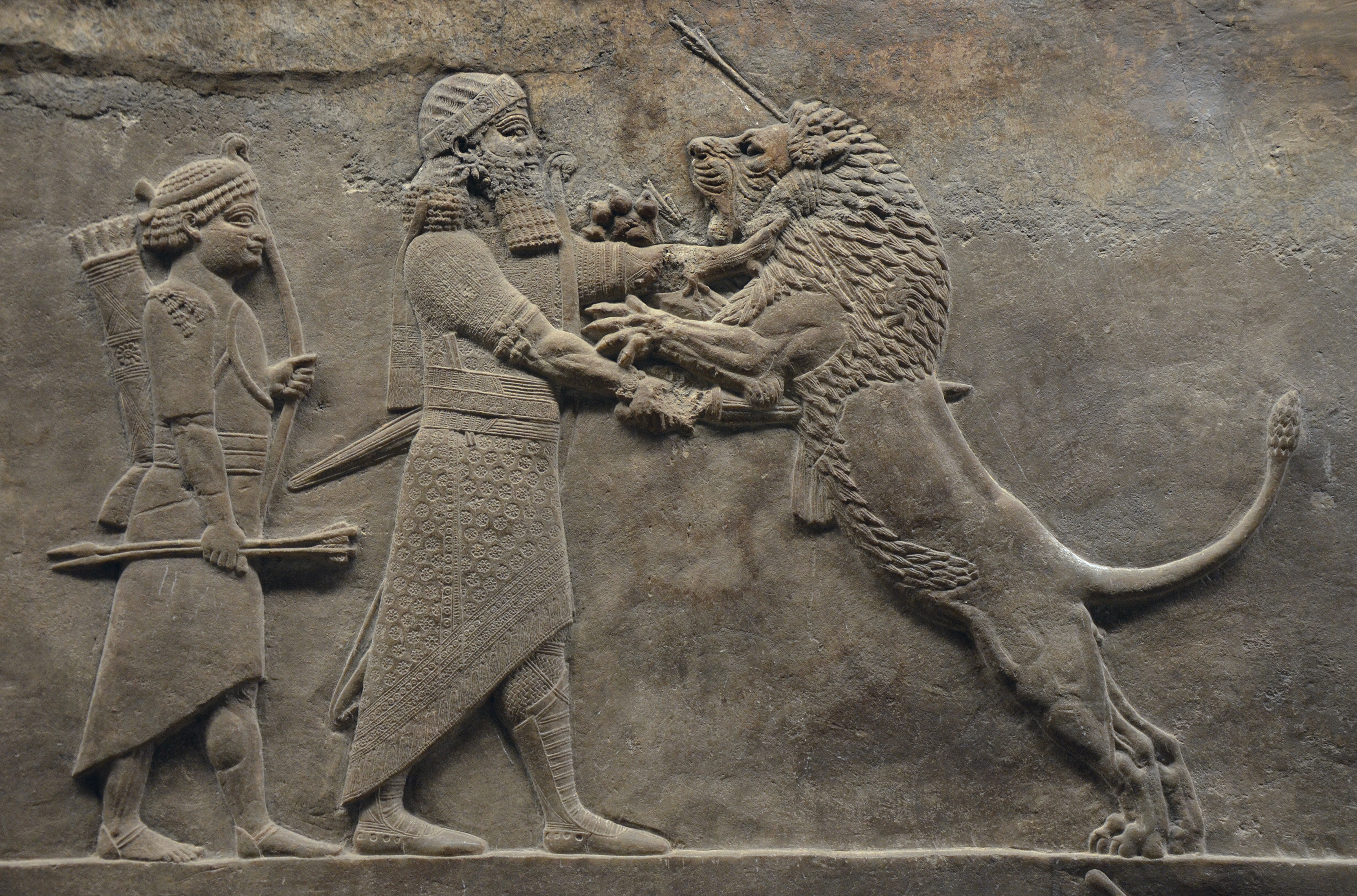
Parte de la caza del león de Ashurbanipal, c. 645-635 a. C.

Asurbanipal, o "Ashur-bani-apli" (Ashurbaniapli, Asnapar), sucedió a su padre Asarhaddón en el trono. Siguió haciendo campaña en y para dominar Egipto, cuando no se distrajo por tener que lidiar con las presiones de los medos al este, y cimmerios y escitas al norte de Asiria. Él instaló a un faraón egipcio nativo, Psamético I, como un rey vasallo en 664 a. C. Sin embargo, después de que la apelación de Giges de Lidia por la ayuda asiria contra los cimmerios fuera rechazada, los mercenarios lidios fueron enviados a Psamético. En 652 a. C., este rey vasallo pudo declarar la absoluta independencia de Asiria con impunidad, particularmente cuando el hermano mayor de Asurbanipal, Shamash-shum-ukin de Babilonia, se infundió con el nacionalismo babilónico y comenzó una gran guerra civil en ese año. Sin embargo, la nueva dinastía en Egipto sabiamente mantuvo relaciones amistosas con Asiria.

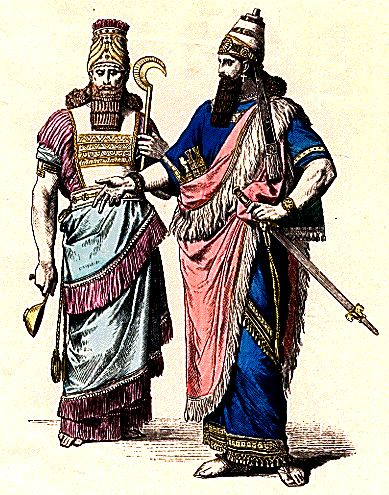
Atuendos de sumo sacerdote asirio (izquierda) y de rey (derecha).

Shamash-shum-ukin intentó levantar una gran rebelión que abarcó a muchos pueblos vasallos contra Asurbanipal; sin embargo, esto falló en gran medida. Esta rebelión duró hasta 648 a. C., cuando Babilonia fue saqueada, y Shamash-shum-ukin prendió fuego al palacio, matándose a sí mismo. Asurbanipal luego se dispuso a castigar a los caldeos, los árabes y los nabateos que habían apoyado la revuelta de Babilonia. Invadió la Península arábiga y derrotó y subyugó a los árabes, incluida la poderosa tribu de los Qedar, y recuperó gran parte del botín en Nínive y mató a los reyes árabes, Abiate y Uate. Los nabateos que habitaban al sur del Mar Muerto y en el norte de Arabia, y los caldeos en el extremo sureste de Mesopotamia también fueron derrotados y subyugados. Elam era el próximo objetivo; fue atacado en 646 y 640 a. C., y su capital, Susa, fue saqueada.
Asurbanipal había promovido el arte y la cultura, y había construido una gran biblioteca de tabletas cuneiformes en Nínive. Después del aplastamiento de la revuelta de Babilonia, Asurbanipal apareció como el maestro de todo lo que había contemplado. Hacia el este, Elam fue devastado y postrado ante Asiria, los manneanos y los persas y medos iraníes fueron vasallos. Al sur, Babilonia estaba ocupada, los caldeos, los árabes, los sutus y los nabateos sometidos, el imperio nubio destruido y Egipto pagaba tributo. Al norte, los escitas y los cimmerios habían sido vencidos y expulsados del territorio asirio, Urartu, Frigia, Corduene y los neo hititas estaban en vasallaje, y Lydia abogó por la protección asiria. Al oeste, Aramea ( Siria ), los fenicios, Israel, Judá, Samarra y Chipre fueron subyugados, y los habitantes helenizados de Caria, Cilicia, Capadocia y Comagene pagaron tributo a Asiria.
Asiria ahora parecía más fuerte que nunca. Sin embargo, su larga lucha con Babilonia y Elam y sus aliados, y la constante campaña para controlar y expandir su vasto imperio en todas las direcciones, dejó a Asiria exhausta. Había sido drenado de riqueza y mano de obra; las provincias devastadas no podían ceder nada para satisfacer las necesidades del tesoro imperial, y era difícil encontrar suficientes tropas para guarnecer el enorme imperio.

Imperio asirio a la muerte de Asurbanipal, en verde oscuro el pahitu/pahutu (provincias), en amarillo el matu (reinos de sujeto), en color crema el reino de Babilonia, los puntos amarillos muestran otros reinos de sujeto, los puntos negros muestran el pahitu/pahutu (provincias) del reino de Babilonia, y las provincias de letras marrones que existían previamente.

Asiria, por lo tanto, estaba mal preparada para enfrentar las renovadas hordas de escitas que ahora comenzaron a hostigar las fronteras al norte y noreste. Después de que los asirios destruyeron Elam, los medos comenzaron a crecer poderosamente, convirtiéndose en la fuerza dominante entre los pueblos iraníes que habían comenzado a establecer las regiones al este de Mesopotamia alrededor del año 1000 a. C. a expensas de los persas y los elamitas prerranianos y maneanos, y fueron al final del reinado de Asurbanipal nominalmente bajo el vasallaje asirio. Asia Menor también estaba lleno de hostiles escitas y cimerios que habían invadido Urartu, Lidia y Frigia, antes de ser rechazados por los asirios. Sin embargo, mientras vivió Asurbanipal, fue capaz de contener estas amenazas potenciales.

## Caída de Asiria, 627-609 a.C.
Tras la muerte de Asurbanipal en el 627 a. C., el imperio comenzó a desintegrarse rápidamente después de una serie de amargas guerras civiles entre una serie de pretendientes al trono. Assur-etil-ilani sucedió a Asurbanipal, pero inmediatamente se vio envuelto en una guerra civil con uno de sus propios generales, Sin-shumu-lisir, que tomó el control de Babilonia y luego brevemente el trono de Asiria. A su vez fue depuesto por Sin-shar-ishkun. Finalmente, después de derrotar a sus rivales, Sin-shar-ishkun se enfrentó a una amenaza mucho más grande. Su estado vasallo, Babilonia, se había aprovechado de los trastornos en Asiria y se rebelaron bajo el hasta ahora desconocido Nabopolasar, un miembro de la tribu caldea, en el año 625 antes de Cristo. Lo que siguió fue una larga guerra librada en el corazón de Babilonia. Nabopolasar trató de capturar Nippur, el principal centro de poder Asirio en Babilonia, pero fue derrotado por Sin-shar-ishkun. Sin embargo Nabopolasar hizo tomar la ciudad real de Babilonia después de un levantamiento popular allí, y fue coronado rey de la ciudad en el año 625 antes de Cristo.
Sin-shar-ishkun luego perdió más terreno, antes de suceder a la hora de capturar Uruk en aproximadamente 624 a. C., solo para perder rápidamente de nuevo. Cuando Sin-shar-ishkun llevó un gran ejército de Babilonia en el 623 a. C., en un intento de aplastar la rebelión, finalmente, otra guerra estalló en el país de origen asirio. Un ejército de socorro fue enviado de vuelta de la campaña de Babilonia, pero cambió de bando, lo que permite al usurpador llegar a la capital, Nínive, sin interferencia, y reclamar el trono. Sin-shar-ishkun fue capaz de sofocar la rebelión tierra natal, pero un tiempo precioso se perdió para resolver el problema de Babilonia, y Nabopolasar fue capaz de consolidar su posición.
En 620 AC Nabopolasar finalmente capturó Nippur, convirtiéndose en el amo de Babilonia. Mientras estos eventos se desarrollaban, los medos también se habían liberado de la dominación asiria y el poder consolidado en lo que se convertiría en Persia. En 616 a. C. Ciáxares, el rey medo, hizo una alianza con Nabopolasar y con la ayuda de los escitas y los cimerios atacaron Asiria. Asiria ahora enfrentaba abrumadoras dificultades, y después de cuatro años de amargos combates, la coalición destruyó Nínive en el 612 a. C. después de un largo asedio, seguido de combates casa por casa.
Por lo tanto, el imperio asirio está cayendo, Sinsharishkun siendo asesinado en el proceso. Un general llamado Ashur-uballit II fue declarado rey de Asiria, y con el apoyo militar tardío del faraón egipcio Necao II, cuya dinastía había sido instalada por los asirios, se mantuvo en Harran hasta 609 a. C. La ayuda egipcia continuó a los asirios, quienes desesperadamente intentaron frenar el creciente poder de los babilonios y medos.
En 609 a. C. en la Batalla de Megido, una fuerza egipcia derrotó a una fuerza de Judea bajo el rey Josías y logró alcanzar los últimos restos del ejército asirio. En una batalla final en Harran en 609 a. C., los babilonios y los medos derrotaron a la alianza asiria-egipcia, después de lo cual Asiria dejó de existir como un estado independiente. En 605 a. C., otra fuerza egipcia luchó contra los babilonios (Batalla de Karkemish), ayudada por parte del ejército de la antigua Asiria, pero esta también se encontró con el fracaso. No se sabe si Ashur-uballit II fue asesinado en Harran o Carchemish, o si sobrevivió; de todos modos, posteriormente desapareció de las páginas de la historia.
A mediados del siglo VI a. C., Babilonia y Asiria se convirtieron en provincias del Imperio Persa. En 482 a. C., Asiria hizo un último intento de recuperar la independencia con una rebelión a gran escala contra el Imperio aqueménida, que fue reprimida por el rey Darío II.
Aunque los asirios durante el reinado de Ashurbanipal destruyeron la civilización elamita, la cultura asiria sí influyó en los sucesivos imperios de los medos y los persas, pueblos indo-iraníes que habían sido dominados por Asiria.

### Factores ambientales
AW Schneider y SF Adah han sugerido que el aumento de la población junto con la sequía severa contribuyeron a una inestabilidad económica y política significativa. Los pueblos conquistados a menudo eran deportados a grandes distancias y reasentados en las provincias asirias para minimizar la posibilidad de revueltas. El corazón asirio había sufrido una explosión demográfica a fines del siglo VIII y principios del VII, en gran parte debido al reasentamiento forzado de pueblos conquistados en el imperio.

## Asiria después de la caída
Después de su caída, Asiria, llamada en persa Athura, pasó a ser gobernada por el Imperio Medo durante un corto período de tiempo. Irónicamente, Nabonido, el último rey de Babilonia, era asirio, originario de Harran, al igual que su hijo Belsasar. Después fue gobernada por la dinastía persa de los Aqueménidas (Asiria se rebeló contra Persia en 520 a. C.), la dinastía macedonia de los Seléucidas, luego otra vez por varias dinastías persas, Partos, Sasánidas, etc. Durante un breve período, en el reinado de Trajano, fue gobernada por Roma.
Asiria siguió siendo una entidad política, si bien reducida a provincia. El nombre sobrevivió también en varias formas (Athura, Asuristán, Provincia romana de Asiria, Siria seléucida, etc.) y su territorio fue reconocida como tal por los persas, griegos, romanos, armenios, georgianos y bizantinos. Después de la conquista árabe de finales del siglo VII d. C., la provincia de Asiria finalmente se disolvió.
La cultura asiria sobrevivió. Los dioses asirio-babilónicos recibieron culto hasta bien entrada la época cristiana, incluso en el siglo IV d. C., y los templos aún se dedicaban al dios Ashur en su ciudad natal a finales del siglo III d. C. Varios reinos neoasirios, como Assur, Hatra, Osroene y Adiabene, surgieron en Asiria entre el siglo II a. C. y el siglo IV d. C. El cristianismo se asentó entre los siglos I y III d. C., y los asirios partos y sasánidas (Asuristán) se convirtieron en el centro de la Iglesia asiria de Oriente, el cristianismo siríaco y la literatura siríaca, donde todavía sobrevive. De hecho, el término "Siria" es una corrupción indoeuropea (luvita) de "Asiria" adoptada por los griegos.

## Lenguas

### Acadio

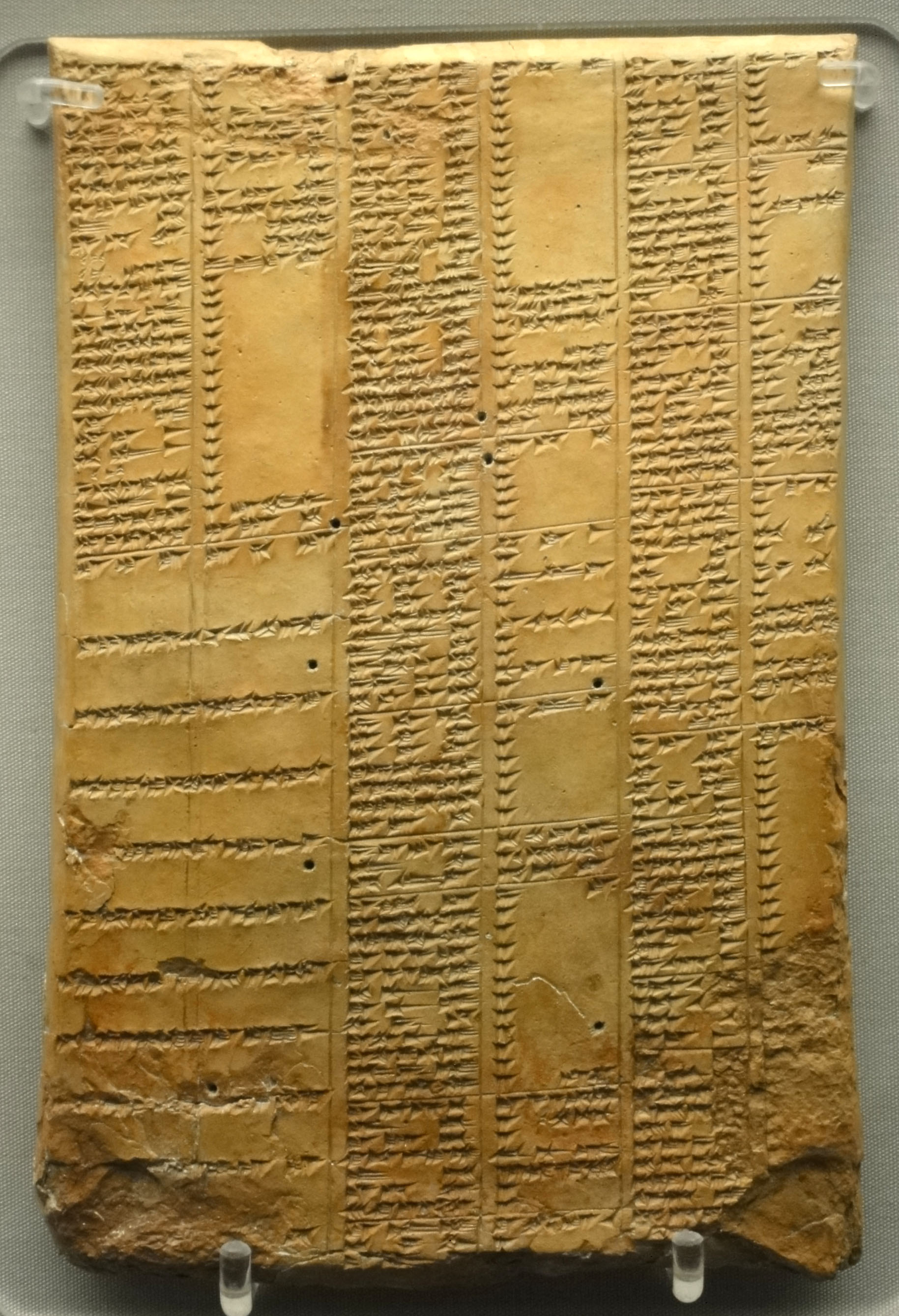
Tablilla cuneiforme neoasiria de la Biblioteca de Asurbanipal con una lista de sinónimos

Los antiguos asirios hablaban y escribían principalmente la lengua asiria, una lengua semítica (es decir, emparentada con el hebreo y el árabe modernos) estrechamente relacionada con el babilonio, hablado en el sur de Mesopotamia. Los académicos y académicas modernos suelen considerar que tanto el asirio como el babilonio son dialectos distintos de la lengua acadia.Ésta es una convención moderna, en tanto los autores antiguos contemporáneos consideraban que el asirio y el babilonio eran dos lenguas distintas, y solo el babilonio se denominaba akkadûm, mientras que el asirio era llamado aššurû o aššurāyu. Aunque ambas se escribían con escritura cuneiforme, los signos son muy diferentes y pueden distinguirse con relativa facilidad. El Imperio neoasirio fue el último estado que patrocinó la escritura cuneiforme acadia tradicional en todos los niveles de su administración. Como resultado, la tradición textual y las prácticas de escritura de la antigua Mesopotamia florecieron hasta un grado sin precedentes durante el periodo neoasirio. Textos en cuneiforme se escribieron no solo en la zona central asiria y en Babilonia, tradicionalmente de habla acadia, sino también por funcionarios y escribas a lo largo de todo el imperio. En el apogeo del Imperio neoasirio, se escribieron documentos en cuneiforme en tierras que hoy forman parte de países como Israel, Líbano, Turquía, Siria, Jordania e Irán, que no habían producido ningún escrito en cuneiforme durante siglos, y en algunos casos nunca antes. En el imperio neoasirio se usaban tres versiones o dialectos distintos del acadio: el babilónico estándar, el neoasirio y el neobabilónico. El babilonio estándar era una versión altamente codificada del babilonio antiguo, utilizada alrededor del año 1500 a. C., y se le empleaba como lengua de alta cultura, en casi todos los documentos académicos, así como en la literatura y la poesía. La cultura de la élite neoasiria estaba fuertemente influenciada por Babilonia en el sur; de forma similar a como la civilización griega fue respetada en la antigua Roma e influyó en ella, los asirios tenían mucho respeto por Babilonia y su antigua cultura. Si bien la relación política entre Babilonia y el gobierno central asirio era variable y volátil, el aprecio cultural hacia el sur fue una constante durante todo el periodo neoasirio. Muchos de los documentos escritos en babilonio estándar fueron redactados por escribas que procedían originalmente del sur de Mesopotamia pero que trabajaban para el norte. Las formas neoasiria y neobabilónica del acadio eran lenguas vernáculas, es decir, eran las principales lenguas habladas cotidianamente por los habitantes del norte y el sur de Mesopotamia, respectivamente.

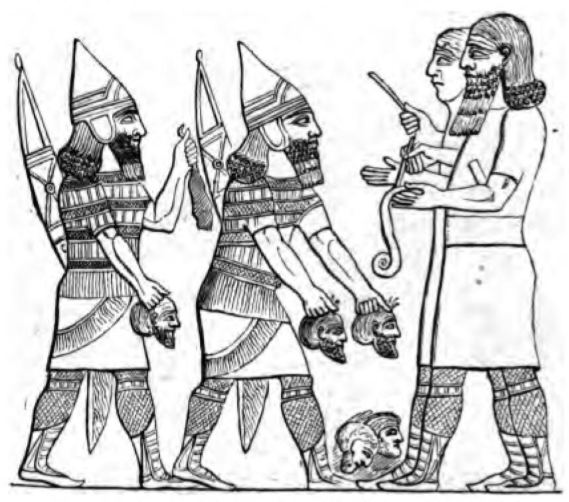
Dibujo en líneas de un relieve que muestra a escribas neoasirios anotando el número de enemigos muertos por soldados

El neoasirio se utilizó en algunas tablillas que contienen poesía que aún se conservan, y también de forma más destacada en las cartas conservadas de la correspondencia real. Debido a la naturaleza multilingüe del imperio, se evidencia que muchas palabras prestadas de otras lenguas se incorporaron a la lengua asiria durante el periodo neoasirio. El número de documentos escritos en cuneiforme que aún se conservan disminuye considerablemente a finales del reinado de Asurbanipal, lo que sugiere que la lengua estaba en declive, en tanto probablemente sea atribuible a un mayor uso del arameo, a menudo escrito en materiales perecederos como pergaminos de cuero o papiro. Sin embargo, la lengua acadia neoasiria no desapareció por completo sino hasta finales del siglo VI a. C., bien entrado el periodo postimperial posterior.

### Arameo
El imperialismo del Imperio neoasirio fue diferente en algunos aspectos al de imperios posteriores. La mayor diferencia es que los reyes neoasirios no impusieron en ningún momento su religión o su lengua a los pueblos extranjeros que conquistaron fuera de la zona central asiria; no hubo templos significativos dedicados a la deidad nacional asiria, Assur, fuera del norte de Mesopotamia, y la lengua neoasiria, si bien servía como lengua oficial en el sentido de que era hablada por los gobernadores provinciales, no fue impuesta a los pueblos conquistados. Esta falta de represión contra las lenguas extranjeras y el creciente movimiento de personas de habla aramea hacia el imperio durante el periodo asirio medio y el neoasirio temprano facilitaron la difusión de la lengua aramea. El arameo, que era la lengua más hablada y más comprensible para todos de entre las lenguas semíticas (el grupo lingüístico que contenía muchas de las lenguas habladas a lo largo del imperio), creció en importancia a lo largo del periodo neoasirio y fue sustituyendo cada vez más a la lengua neoasiria incluso dentro del propio territorio asirio. A partir del siglo IX a. C., el arameo se convirtió en la lengua franca de facto del Imperio neoasirio, y el neoasirio y otras formas de acadio quedaron relegados a una lengua de la élite política.

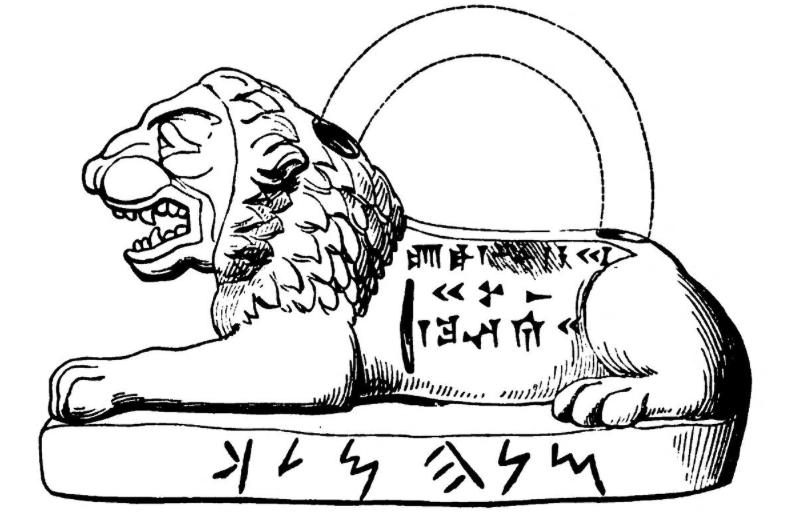
Dibujo en líneas de un peso asirio de león que perteneció al rey Salmanasar V (r. 727-722 a. C.). Las inscripciones del peso están en acadio (en el cuerpo) y en arameo (en la base)

A pesar de su crecimiento, ejemplos de arameo de la época neoasiria aún existentes son mucho menos numerosos que los escritos en acadio, principalmente porque los escribas arameos utilizaban en su mayoría materiales perecederos para sus escritos. La escasa presencia del arameo en inscripciones no refleja que esta lengua tuviera un estatus inferior, en tanto las inscripciones reales estaban casi siempre escritas de forma muy codificada y establecida. Se conocen algunas inscripciones en piedra en lengua aramea e incluso hay un puñado de ejemplos de inscripciones bilingües, con el mismo texto escrito en acadio y arameo.
Desde el siglo VIII, el idioma arameo se había establecido gradualmente como una lingua franca del Imperio. Dos tabletas que registraron la venta de una sirvienta revela cómo el Imperio Neo-Asirio incorporó el arameo como el idioma oficial del imperio. El arameo era el idioma común de las personas y los comerciantes, pero el idioma oficial del gobierno era el dialecto neoasirio de los acadios . Mientras que las tabletas están escritas en arameo, todavía está escrito en un formato acadio: en tabletas de arcilla en oposición al papiro tradicional de textos arameos. En el siglo VI, el arameo había marginado tanto el idioma acadio que el arameo llegó a ser el idioma imperial de Asiria aqueménida. Uno de los factores clave que contribuyeron al uso del arameo fue el ascenso y la caída de Asiria; durante su gobierno, las deportaciones, las colonizaciones y los matrimonios mixtos aumentaron el contacto entre los arameos y los asirios.
En efecto, las poblaciones de Asiria y Babilonia se habían convertido en una mezcla étnica de nativos acadios y arameos. Aunque el arameo era la lengua común del imperio, el acadio seguía siendo el idioma preferido de la realeza y las élites.  Los gobernantes, la realeza y las élites fueron entrenados para hablar tanto en arameo como en acadio hasta que, en el siglo VII a. C., la clase dominante era completamente bilingüe.  El resto del imperio se dividió en dos sectas: los que hablaban arameo y los que hablaban acadio. En general, la gente común y los comerciantes también eran bilingües, pero el arameo continuó dominando el imperio fuera de Asiria propiamente dicha. A medida que el Imperio cayó, solo la élite sabía cómo leer y escribir el guion acadio. El salvaje saqueo de Nínive y Assur, así como de muchas otras ciudades asirias, aseguraron que pocas de estas élites sobrevivieron para transmitir el idioma, pero algunas ciudades como Arrapkha se salvaron de la destrucción.
El acadio sobrevivió a la caída de Asiria; las últimas escrituras registradas en acadio cuneiforme datan del siglo I d. C., y las escrituras en acadio (pero en la escritura aramea / siríaco) datan del siglo III d. C.

## Administración
El imperio asirio se expandió a través del establecimiento de provincias y estados vasallos. Muchas de estas tierras estaban bajo control por miembros de la corte del rey. La mayoría de estas oficinas tenían nombres que eran titulares, pero los titulares de estas oficinas pueden haber promulgado sus nombres de manera ceremonial.
Las provincias eran una forma de control territorial y se componían de la ciudad capital, aldeas agrícolas, estaciones de carretera, puestos de avanzada y guarniciones. La provincia en sí misma era administrada por el gobernador provincial, que también tenía deberes militaristas, como reunir e informar inteligencia militar, o liderar ejércitos asirios en la batalla. Como gobernadores, solo respondieron al rey y a ciertos oficiales del tribunal supremo del rey. Un sistema de comunicación estatal , que consistía en jinetes que viajaban en la carretera real con estaciones de cambio dentro de ciertos intervalos, permitió a la corte imperial comunicarse de manera eficiente con los gobernadores. Los que estaban directamente debajo de los gobernadores eran sus vicegobernadores, y supervisaron una serie de funcionarios auxiliares como burócratas, escribanos y contadores. El rango más bajo en el gobierno provincial fueron los gerentes de las aldeas que en su mayoría supervisaron los esfuerzos y proyectos agrícolas locales.
Los estados vasallos estaban bajo el control hegemónico y estos eran territorios ganados a través de una demostración de dominio militar, ya sea forzándolos o demostrando que podían hacerlo. Los que se presentaron pacíficamente se mantuvieron relativamente autónomos y se permitió que sus elites gobernantes permanecieran en el poder. Aquellos que resistieron fueron derrocados y sus gobernantes fueron reemplazados por oficiales títeres leales a Asiria. Los términos para el vasallaje eran que el estado vasallo debía pagar el tributo de Asiria en forma de bienes, mano de obra (corvea) y soldados a cambio de protección militar. La protección provista por Asiria parecía satisfacer las necesidades de Asiria más que las necesidades de los estados vasallos, ya que Asiria usó una amenaza percibida hacia un estado vasallo como una excusa para invadir los asentamientos cercanos, y los estados vasallos también tuvieron que defenderse. para ellos mismos.